# Buschwiller
Buschwiller là một xã trong tỉnh Haut-Rhin, thuộc vùng Grand Est của nước Pháp, có dân số là 883 người (thời điểm 1999). Xã nằm về phía tây nam của Cảng hàng không Basel Mulhouse Freiburg, không xa biên giới với Thụy Sĩ.

## Thông tin nhân khẩu
| 1962 | 1968 | 1975 | 1982 | 1990 | 1999 |
| ---- | ---- | ---- | ---- | ---- | ---- |
| 559  | 607  | 762  | 759  | 767  | 883  |